# ساندرا فراونبيرغر
ساندرا فراونبيرغر (بالألمانية: Sandra Frauenberger)‏ هي سياسية نمساوية ولدت في 22 سبتمبر 1966 في فيينا.
كانت عضوًا بارزًا في مجلس مدينة فيينا للتكامل وقضايا المرأة وحماية المستهلك والموظفين منذ يناير 2007. في يناير 2017، أصبحت المستشار الرئيسي لمدينة فيينا للصحة والشؤون الاجتماعية والأجيال. في هذا القسم، واصلت الإشراف على قضايا المرأة.
تنتمي ساندرا فراونبيرغر إلى الحزب الديمقراطي الاجتماعي النمساوي (SPÖ) واتحاد النقابات النمساوي (ÖGB). في 4 أبريل 2018، أعلنت استقالتها من منصب مستشارة المدينة في 24 مايو 2018.